# Sakura Kirishima
Sakura Kirishima (霧島さくら, Kirishima Sakura) née le 3 mars 1995 à Tokyo, est une idole féminine et une ancienne actrice pornographique. Elle a été active de 2014 à 2020.

## Référence
1. ↑  (ja) « 霧島さくら｜グラビア＆インタビュー｜スカパー！アダルト », sur adult.skyperfectv.co.jp,‎ 22 septembre 2018
2. ↑  (ja) デラべっぴん編集部, « 【第31回ピンク大賞表彰式詳細レポート！】令和最初の女王は川上奈々美！ 新人女優賞は霧島さくら、長谷川千紗。助演女優賞は佐倉絆。受賞コメント全文掲載！ ピンク大賞は超満員有終の美に！ », sur デラべっぴんR,‎ 6 mai 2019 (consulté le 16 mai 2019)